# یادویگا باراینسکا
یادویگا باراینسکا (انگلیسی: Jadwiga Barańska؛ زادهٔ ۲۱ اکتبر ۱۹۳۵ – درگذشتهٔ ۲۴ اکتبر ۲۰۲۴) بازیگر و فیلم‌نامه‌نویس اهل لهستان بود. وی از سال ۱۹۵۵ میلادی تا پایان‌عمر مشغول فعالیت بوده‌است.
باراینسکا در ۲۴ اکتبر ۲۰۲۴، در سن ۸۹ سالگی درگذشت. 

## گزیدهٔ نقش‌آفرینی‌ها

### سینما
- شوپن: میل به عاشقی – (۲۰۰۲)
- روزها و شب‌ها – (۱۹۷۵)
- گفتار پایانی نورنبرگ – (۱۹۷۰)
- کنتس کوزل – (۱۹۶۸)

### تلویزیون
- سریال کنتس کوزل – (۱۹۶۹)